# 유광우
유광우(柳光祐, 1985년 4월 22일 ~ )는 대한민국의 남자 프로배구 선수이다. 소속 팀은 인천 대한항공 점보스이며, 포지션은 세터이다. 인창고 시절부터 뛰어난 실력으로 세간의 주목을 받았으며, 인하대학교에 입학한 후에는 동기인 김요한, 임시형과 함께 줄곧 대학배구 최강자 자리를 지켰다. 2003년 유스 대표로 태극마크를 단 이후 2007년 하계 유니버시아드와 월드컵 등 각종 대회에 국가대표로 참가했다. 2007-2008 프로배구 드래프트에서 1라운드 2순위로 대전 삼성화재 블루팡스에 입단했으나 발목 부상으로 인해 시즌을 치르지 못하고 수술과 재활을 반복했다. 발목 신경이 크게 손상되어 병역이 면제되었다. 2009년 부산 IBK 기업은행 국제배구대회에서 프로 입단 후로는 처음으로 경기에 출장, 팀의 첫 컵 대회 우승에 기여했다.
하지만 2017년 1차  FA에서 삼성화재와의 계약을 했으나 박상하가 FA로 삼성화재로 오면서 보상선수로 서울 우리카드 위비로 이적하게 되었다.
2018-2019시즌을 앞두고 주전세터로 낙점되었으나, 시즌 도중 노재욱이 트레이드로 이적해오면서 주전 자리를 내주고 백업으로 시즌을 마쳤다. 2019-20시즌을 앞두고 인천 대한항공 점보스로 현금 트레이드 이적하였다.

## 주요 수상 내역
- 2004년 제 12회 아시아청소년 남자선수권 대회 우승, 세터상
- 2005년 대학배구 최강전 2위
- 2006년 제 87회 전국체육대회 우승
- 2006년 대학배구 최강전 우승, BEST 6 선정
- 2007년 제 88회 전국체육대회 우승
- 2007년 대학배구 최강전 우승, MVP, BEST 6 선정